# Epacris lithophila
Epacris lithophila är en ljungväxtart som beskrevs av R.K. Crowden och Y. Menadue. Epacris lithophila ingår i släktet Epacris och familjen ljungväxter. Inga underarter finns listade i Catalogue of Life.